# Modele procesu komparatystycznego
Modele procesu komparatystycznego – narzędzia poznawcze, które formułują sposoby i etapy przeprowadzania procesu komparatystycznego, który polega na wykonywaniu toku czynności myślowych zmierzających do porównania prawa, poglądów na prawo i systemów prawnych państw. W celach badawczych posługuje się nimi dziedzina komparatystyki prawniczej.
Modele procesu komparatystycznego mają na celu, wskazanie podobieństw w postaci wspólnych rozwiązań prawnych lub też rozbieżności wskazujących na wyjątkowość rozwiązań instytucjonalnych w kilku systemach prawnych. Model badania komparatystycznego kreuje wyznaczanie określonego celu czy też celów oraz ustalenie funkcji badania komparatystycznego.

## Wybrane modele procesu komparatystycznego
- model L. J. Constantinesco – badania, podobnie jak w następnych, sprowadzają się do 3 etapów. Pierwszy polega na ogólnym zapoznaniu się z podstawowymi cechami myśli prawnych, m.in. jakie pełnią one funkcje i skąd się wywodzą. Drugi odnosi się do ich roli, jaką odgrywają w systemach prawnych i jakie zajmują w nich miejsce. Trzeci, finalny etap, ma na celu porównanie ze sobą wybranych koncepcji, wyszukanie podobieństw i różnic oraz zebranie wniosków końcowych[1]
- model W. J. Kamby – w tym modelu zostały wyróżnione następujące etapy: charakterystyka, ustalenie cech, właściwości prawa, które będą ze sobą porównywane oraz podsumowanie czynności procesowych (sformułowanie wniosków, podobieństw i różnic)[2]
- model Z. Pétriego – przeprowadzenie procesu komparatystycznego według tego modelu należy rozpocząć od wybrania tertium comparationis, co ma być wspólną cechą, jaką mają posiadać dwa porównywane ze sobą stany, ma ona stanowić podstawę do porównywania i umożliwiać jego przebieg. Kolejna czynność to porównywanie (wskazanie przeciwieństw i podobieństw badanych zjawisk w oparciu o wybrane założenia z pierwszego etapu). Po zrealizowaniu tych dwóch etapów można przejść do fazy trzeciej, czyli wyszczególnienia cech wspólnych zestawionych przypadków w oparciu o przeprowadzone badania i opisać je, zależności między nimi i postacie, w jakich występują[2].
- model A. E. Örücü – w swoim modelu, profesor University of Glasgow, wyróżnił więcej etapów przeprowadzania procesu komparatystycznego niż przedstawione wyżej. Wyróżnia on: opis, klasyfikację opisanych zjawisk, porównywanie zjawisk zaklasyfikowanych do poszczególnych ich grup, mierzenie wyników porównywania, wyjaśnianie znaczenia wyników pomiaru, weryfikację osiągniętych rezultatów procesu komparatystycznego[2]. Ponadto uważa, że każdy z tych poszczególnych elementów stanowi warunek konieczny do poprawnego przeprowadzenia procedury porównawczej. Jednakże nie wpływa to na okoliczności, że wiele zagadnień z dziedziny zainteresowań komparatystyki prawniczej może być rozstrzyganych za pomocą innych, równie skutecznych sposobów, jak np. korzystanie z metod komparatystycznych.
- model K. Zweigerta i H. Kötza – najbardziej znany i rozpowszechniony model, reprezentowany w dziale prawa porównawczego. Jego konstrukcja składa się z pięciu części:

1. zdefiniowanie badanego problemu – postawienie hipotezy;
2. wyznaczenie przedmiotu do porównywania – skoro komparatystyka prawnicza zajmuje się przede wszystkim badaniem systemów prawnych państw (mając na myśli wszystkie państwa świata), a badanie takie mogłoby się okazać fizycznie i finansowo trudne do wykonania, to należałoby tu podjąć węższy temat badawczy i skupić się na mniejszej partii analizowanego materiału, ale równie wartościowego, z którego można wyciągnąć cenne wnioski; przy dokonaniu tego wyboru można kierować się np. szczególnymi cechami systemów prawnych, ich działaniem na te systemy i jakie one mają przy tym znaczenie;
3. przeprowadzenie procesu porównawczego – scharakteryzowanie badanego materiału, wskazanie jego ważnych cech, oddziałujących na cały proces, a następnie zestawienie wybranych systemów i określenie, jakie zachodzą między nimi podobieństwa, co mają wspólne, a co je różni;
4. zbudowanie systemu uwzględniającego rezultaty porównywania[3] – stworzenie nowego, abstrakcyjnego bytu, który kreowany jest na podstawie wyników przeprowadzonych badań, np. w przypadku porównywania zasad prawnych za system ten uznana byłaby nowa zasada prawna;
5. zebranie wniosków i poddanie ich właściwej ocenie – wnioski końcowe, które oceniają zależności między badanymi stanami, ich cechy łączne i oddzielne oraz poddają krytyce rozwiązanie problemu prawnego, które nastąpiło w drodze procesu komparatystycznego.